# یائل کاستیلیونی
یائل کاستیلیونی (انگلیسی: Yael Castiglione؛ زادهٔ ۲۷ سپتامبر ۱۹۸۵) بازیکن والیبال اهل آرژانتین است.